# Гимн Литовской ССР
Госуда́рственный гимн Лито́вской ССР (лит. Lietuvos Tarybų Socialistinės Respublikos himnas) — государственный гимн Литовской Советской Социалистической Республики в 1950—1988.

## История
После включения Литвы в состав СССР в 1940—1941 в качестве гимна использовался «Интернационал», а в 1944—1950 годах — Гимн Литвы. В 1950 г. был создан гимн Литовской ССР.
Автор текста гимна Литовской ССР — поэт Антанас Венцлова, авторы музыки — композиторы Балис Дварионас и Йонас Швядас.
Автор текста гимна Литовской ССР — поэт Антанас Венцлова, авторы музыки — композиторы Балис Дварионас и Йонас Швядас.
В ходе кампании по искоренению культа личности И. В. Сталина второй куплет был заменён текстом поэта Вациса Реймериса с тем, чтобы устранить из гимна упоминание о Сталине. В 1988 году ещё до провозглашения восстановления независимости, Гимн Литвы был возвращён в качестве гимна Литовской ССР.
| Tarybinę Lietuvą liaudis sukūrė, Už laisvę ir tiesą kovojus ilgai. Kur Vilnius, kur Nemunas, Baltijos jūra, Ten klesti mūs miestai, derlingi laukai. Tarybų Sąjungoj šlovingoj, Tarp lygių lygi ir laisva, Gyvuok per amžius, būk laiminga, Brangi Tarybų Lietuva! Į laisvę mums Leninas nušvietė kelią, Padėjo kovoj didi rusų tauta. Mus Partija veda į laimę ir galią, Tautų mūs draugystė kaip plienas tvirta. Tarybų Sąjungoj šlovingoj, Tarp lygių lygi ir laisva, Gyvuok per amžius, būk laiminga, Brangi Tarybų Lietuva! Tėvynė galinga, nebijom pavojų, Tebūna padangė taiki ir tyra. Mes darbu sukursim didingą rytojų, Ir žemę nušvies komunizmo aušra. Tarybų Sąjungoj šlovingoj, Tarp lygių lygi ir laisva, Gyvuok per amžius, būk laiminga, Brangi Tarybų Lietuva! | Советская Литва создана народом, Долго сражавшимся за волю и правду. Где Вильнюс, где Неман, Балтийское море, Там расцветают наши города и плодородные поля. В славном Советском Союзе Среди равных равная и свободная Живи в веках и будь счастливой, Дорогая Советская Литва! Ленин озарил нам путь к свободе, В борьбе нам помог великий русский народ. Партия ведёт нас к счастью и мощи, И дружба наших народов прочна как сталь. В славном Советском Союзе Среди равных равная и свободная Живи в веках и будь счастливой, Дорогая Советская Литва! Отчизна могуча, опасностей не боимся! Да будет небо мирным и чистым. Трудом мы создадим славное будущее, И заря коммунизма осветит мир. В славном Советском Союзе Среди равных равная и свободная Живи в веках и будь счастливой, Дорогая Советская Литва! | Советской навечно по воле народа Ты стала, моя дорогая Литва. Здесь Вильнюс, здесь Неман, Балтийское море. Цветут наши нивы, растут города. В Союзе братском обрели мы Средь равных равные права. Живи в веках и будь счастливой, Моя Советская Литва! Нам русский народ помогал в битве грозной, Нам Ленин открыл лучезарную даль. Союз нерушимый наш Партией создан, И дружба народов прочнее, чем сталь. В Союзе братском обрели мы Средь равных равные права. Живи в веках и будь счастливой, Моя Советская Литва! Никто нам не страшен — могуча Отчизна! И небу быть мирным и чистым всегда. Приблизим трудом торжество коммунизма, Свети над планетою, счастья звезда. В Союзе братском обрели мы Средь равных равные права. Живи в веках и будь счастливой, Моя Советская Литва! |